# Takashi Nomura
Takashi Nomura (道菅康彦 Nomura Takashi?) (24 de enero de 1981) es un luchador profesional japonés, más conocido por su nombre artístico TARUcito. Nomura es famoso por sus apariciones en Toryumon.

## Carrera

### Toryumon (2000-2003)
En diciembre de 2000, Takashi debutó en Toryumon México bajo el nombre de TARUcito, una versión más pequeña y ligera de TARU. Inicialmente luchando sólo en combates de comedia, TARUcito fue luego enviado a Toryumon 2000 Project (T2P), donde asistió a TARU en su feudo con Kinya Oyanagi. Pese a los resultados mixtos de este enfrentamiento, TARUcito fue hecho miembro del grupo Crazy MAX (CIMA, SUWA & Don Fujii), al que TARU pertenecía, y se convirtió en su mánager. Al final de 2002, después del cierre de T2P, Nomura se retiró de la lucha libre.
Posteriormente, en 2003, TARUcito hizo su retorno, apareciendo en Toryumon X, como uno de los miembros de Mini Crazy MAX (Mini CIMA, SUWAcito & Small Dandy Fujii). Sin embargo, poco después Nomura volvió a su retiro y fue sustituido por un segundo TARUcito, Yasuhito Doukan, que no llegó a hacer su debut.

## En lucha
- Movimientos finales
  - TARU Driller[1][2] (Over the shoulder sitout belly to belly piledriver) - adoptado de TARU
  - Flechita[3] (Arm trap cross-legged stepover toehold con el oponente apoyado sobre su cabeza)
  - Headlock takedown derivado en wrenching side headlock[4]

- Movimientos de firma
  - Brainbuster
  - Double jump moonsault
  - Jumping cradle pin
  - Low blow
  - Múltiples stiff roundhouse kicks al torso del oponente

- Luchadores dirigidos
  - Crazy MAX (CIMA, SUWA, TARU & Don Fujii)
  - Mini Crazy MAX (Mini CIMA, SUWAcito & Small Dandy Fujii)